# 陈氏宗祠及胜起家祠
陈氏宗祠及胜起家祠，位于中国广东省东莞市东莞市中堂镇凤翀村，为东莞市的一个市、县级文物保护单位，类型为古建筑，公布时间为2004年1月8日。
陈氏宗祠及胜起家祠的历史年代为清代。